# Bát bộ Kim Cương

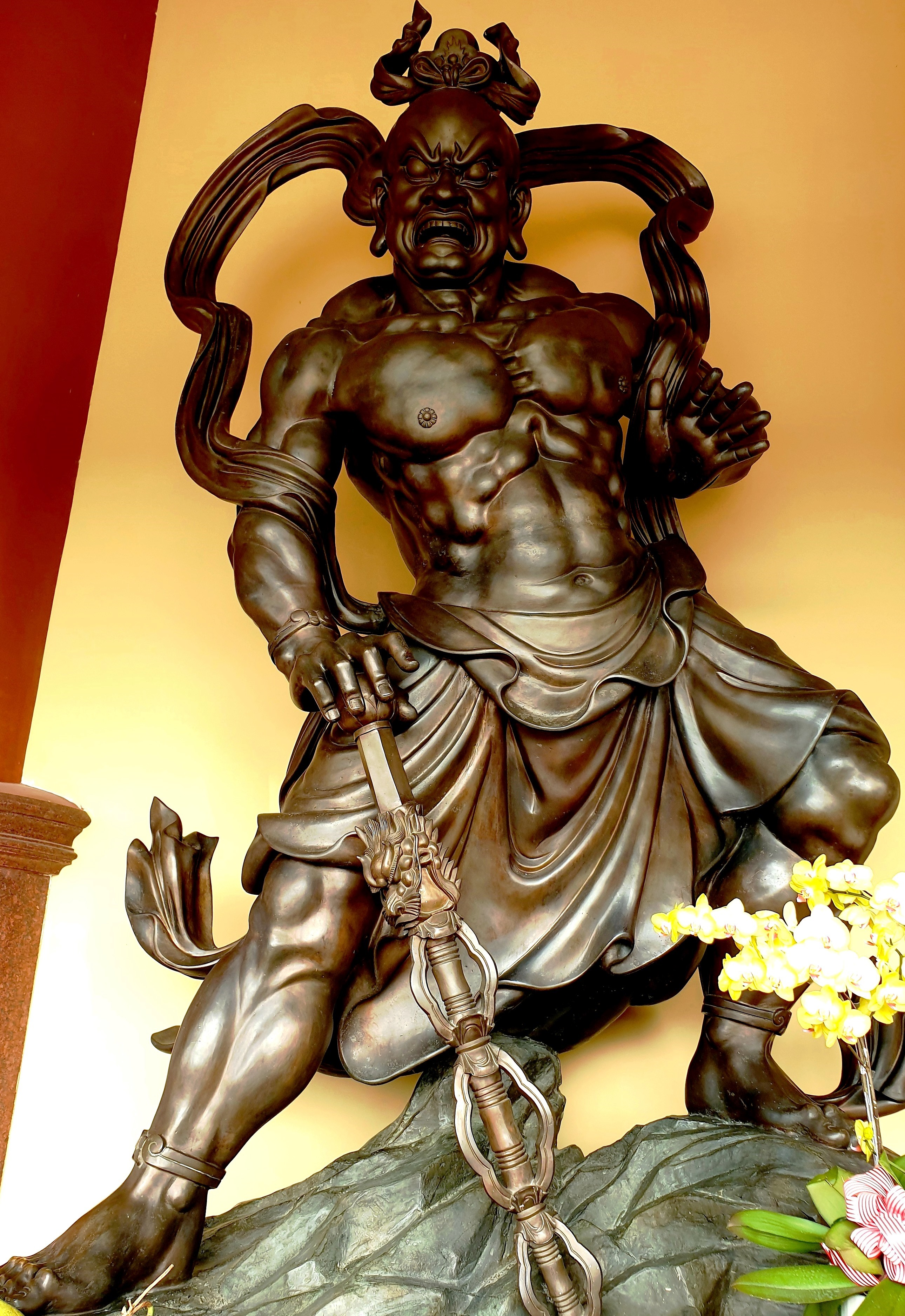
Tượng Kim Cang hộ pháp tại chùa Phật Cô đơn

Bát bộ Kim Cương là tám vị Hộ pháp trong Phật giáo Đại thừa trong đó có Phật giáo Việt Nam. "Kim Cương" nguyên là "Kim Cương thủ" (chữ Nho: 金剛手, dịch từ chữ Vajrapāṇi tiếng Phạn) là vị bồ tát có công bảo vệ Phật. Theo kinh Phóng Quang Bát Nhã (Pancavimsatisahasrika Prajnaparamita) và kinh Đạo Hạnh Bát Nhã (Astasahasrika Prajnaparamita) thì bất cứ ai tu thiền thành Bồ-tát trên đường thành Phật sẽ được thần Kim Cương gìn giữ bảo vệ, không bị ai phá hoại hoặc nhũng nhiễu, cho dù đó là người hay ma.

## Phật giáo Việt Nam

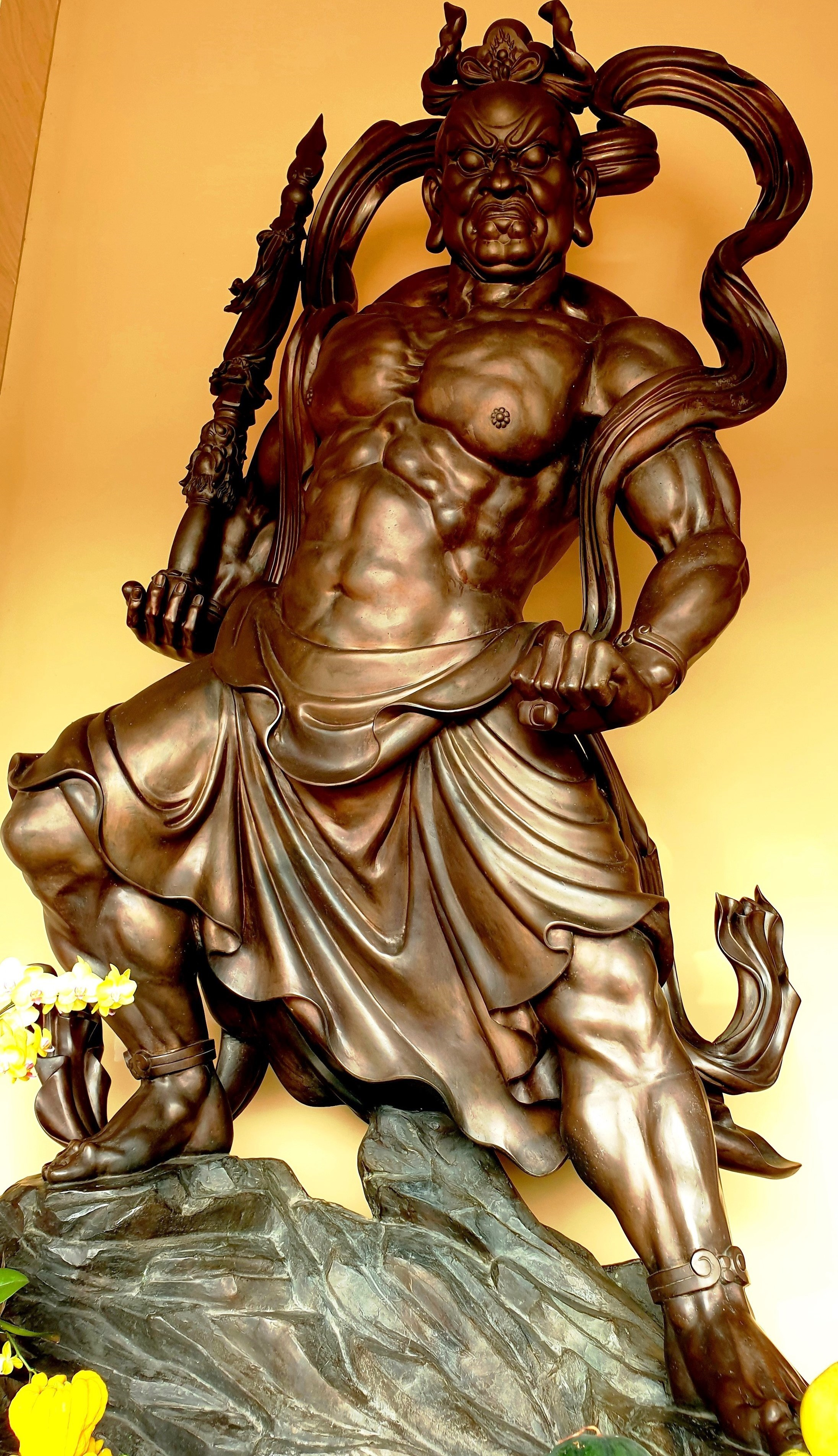
Kim Cang hộ pháp tại chùa Phật Cô đơn